# Gemeinderatswahl in St. Pölten 1960
Die Gemeinderatswahl 1960 fand am 10. April 1960 statt und war die dritte Gemeinderatswahl in St. Pölten nach Kriegsende. Die Sozialistische Partei Österreichs konnte trotz starken Stimmverlusten die meisten Stimmen auf sich vereinen, verlor jedoch die absolute Mehrheit. 

## Ausgangslage
Bei der Wahl vom 24. April 1955 konnte die SPÖ die meisten Stimmen auf sich vereinen und mit leichten Gewinnen die absolute Mehrheit erringen. Während die Wahlgemeinschaft Österreichische Volksopposition, einer Wahlgemeinschaft aus Kommunistische Partei Österreichs (KPÖ) und der Linkssozialen Partei, stark an Stimmen verlor, errang die ÖVP Gewinne. 
Wilhelm Steingötter trat 1959 als Bezirksobmann zurück, blieb jedoch Bürgermeister. In den folgenden Monaten wurde ein Nachfolger gesucht, der mit Rudolf Singer erst Ende Februar gefunden wurde.

### Wahlwerbende Parteien und Wahlverlauf
Bei den Wahlen trat neben den drei schon zuvor im Gemeinderat vertretenen Parteien die Freiheitliche Partei Österreichs (FPÖ) an. Die Sozialistische Partei Österreichs (SPÖ) trat mit dem neuen Bezirksobmann Rudolf Singer als Spitzenkandidat an, der bisherige Bürgermeister Wilhelm Steingötter stand zu keiner weiteren Wahl zur Verfügung. Die ÖVP trat unter Andreas Buchberger an, die KPÖ unter Franz Käfer.

## Wahlergebnis
Bei der Wahl vom 10. April 1960 konnte die SPÖ erneut die meisten Stimmen auf sich vereinen, jedoch konnte aufgrund der starken Verluste die absolute Mehrheit nicht gehalten werden. Während die ÖVP und KPÖ leicht Stimmen gewannen, erreichte die FPÖ bei ihrem ersten Antritt 4,6 % der Wählerstimmen. 
|                    | Ergebnisse 1960 | Ergebnisse 1960 | Ergebnisse 1960 | Ergebnisse 1955  | Ergebnisse 1955  | Ergebnisse 1955  | Differenzen      | Differenzen      | Differenzen      |
| ------------------ | --------------- | --------------- | --------------- | ---------------- | ---------------- | ---------------- | ---------------- | ---------------- | ---------------- |
| Stimmen            | %               | Mand.           | Stimmen         | %                | Mand.            | Stimmen          | %                | Mand.            |                  |
| Wahlberechtigte    | 28.783          |                 |                 | 27.524           |                  |                  | + 1.259          |                  |                  |
| Abgegebene Stimmen | 26.572          | 92,3 %          |                 | 26.181           | 95,1 %           |                  | + 391            | - 2,8 %          |                  |
| ungültige Stimmen  | 776             | 2,9 %           |                 | 716              | 2,7 %            |                  | + 60             | + 0,2 %          |                  |
| gültige Stimmen    | 25.796          | 97,1 %          |                 | 25.465           | 97,3 %           |                  | + 331            | - 0,2 %          |                  |
| Partei             |                 |                 |                 |                  |                  |                  |                  |                  |                  |
| SPÖ                | 12.201          | 47,3 %          | 20              | 13.458           | 52,8 %           | 22               | - 1.257          | - 5,5 %          | - 2              |
| ÖVP                | 9.005           | 34,9 %          | 15              | 8.826            | 34,7 %           | 15               | + 179            | + 0,2 %          | ± 0              |
| KPÖ                | 3.394           | 13,2 %          | 5               | 3.181            | 12,5 %           | 5                | + 213            | + 0,7 %          | ± 0              |
| FPÖ                | 1.196           | 4,6 %           | 2               | nicht kandidiert | nicht kandidiert | nicht kandidiert | nicht kandidiert | nicht kandidiert | nicht kandidiert |
| Gesamt             | 25.796          | 100,0 %         | 42              | 24.465           | 100,0 %          | 42               | + 331            | ± 0              | ± 0              |

## Auswirkungen
Da die SPÖ die absolute Mehrheit verlor, musste sie sich einen Partner suchen, den sie mit der FPÖ fand. Am 2. Mai 1960 wurde Singer mit den Stimmen der SPÖ und der FPÖ zum Bürgermeister gewählt, Vizebürgermeister blieben Engelbert Laimer und Andres Buchberger.